# Великий Самбір
Вели́кий Са́мбір (вимоваⓘ) — село в Україні, у Попівській сільській громаді Конотопського району Сумської області. До 2020 року входило до складу Великосамбірської сільської ради, сюди ж входило село Броди.

## Географія
Село розташоване на березі річки Малий Ромен, неподалік від місця її впадіння в річку Ромен, за 22 км від районного центру — Конотопа. На заході межує з селом Броди і Кут (село ліквідовано в 1988 році), на півдні з селом Дептівкою.

## Назва
Походження назви села — вірогідно від міста Самбір, розташованого в Галичині. Саме там представники князя Яреми Вишневецького вербували людей для поселення на Лівобережжі, на території так званої Вишневеччини. У селі вже майже 400 років зберігається старовинне галицьке прізвище Левусь — ці люди досі мають далеких родичів у Самборі Львівської області.

## Історія

### Стародавність
На території села існувало поселення племен скіфів-землеробів, про що свідчать залишки курганних могильників. Також археологічні знахідки, знаряддя праці, що зберігаються у Конотопському краєзнавчому музеї, свідчать про те, що інтенсивне заселення цієї території почалося 8 тисяч років тому. В бронзову добу на берегах річки Сейм в городищі, залишки якого досі збереглись, жили протослов'янські племена. В VII—Х століттях тут жили племена сіверян.

### У складі Речі Посполитої
Село засновано на території Чернігівського воєводства Речі Посполитої на землях українського магната Яреми Вишневецького внаслідок розорення Малого Самбора, який на той час називався Самбором. Самбір — ключовий пункт на шляху з тодішньої столиці України, Батурина, до найбільшого торгового центру сходу Гетьманщини — міста Ромен. Тут курсували не лише купці, але й численні армії. Внаслідок цього Самбір спустошувався, а селяни розорювалися. Жителі Самбора переселялися в інші місця, подалі від дороги. Ними і був заснований інший Самбір, який називається Великий Самбір.

### Козацький період
У 1648 році, під час Визвольної війни українського народу, під керівництвом Богдана Хмельницького у складі козацького війська були і селяни з Великого Самбору. Село входило до складу Голінської сотні Прилуцького полку Гетьманщини.
Після Чигиринських воєн гетьман Іван Самойлович віддав Малий Самбір члену гетьманського уряду — Івану Мазепі. Останній створив із ближніх сіл — Дептівки, Голінки та Великого Самбора — т. зв. Малосамбірське староство. Воно входило до Батуринської волості. Історик О. Оглоблин пише: «(Гетьман) Самойлович надав йому, тоді ще тільки гетьманському „дворянинові“, с. Малий Самбір, де господарювала дружина Мазепи». Перепис 1666 зареєстрував два Самбори (Великий — 32 двори, Малий — 13 дворів). Теперішній Малий Самбір став називатися так за гетьманства Дем'яна Многогрішного або Івана Самойловича.
У часи гетьманування Івана Мазепи село Великий Самбір стало центром окремого адміністративного округу, який підлягав безпосередньо Батурину (Велико-Самбірське староство). Щоправда, управу староства дуже швидко перенесли до сусіднього села Голінка, яке водночас було центром Голінської сотні Прилуцького полку. Після смерті Гетьмана Івана Скоропадського Самбірське старостатство було передане в розпорядження Малоросійської колегії.
У грудні 1725 року Катерина І видала указ про проведення ревізії Батурина, у якому вимагала визначити чисельність дворів з угіддями, розмір грошових та хлібних податків з них, стан міста і навколишніх слобід та їх населення (куди входить і Великий Самбір), а також всього, що належало до двору колишнього гетьмана І. Мазепи. Результатом ревізії стала величезна книга з описами населених пунктів сучасний Сумської та Чернігівської областей, в народі її назвали «Мазепиною книгою». Ось поіменний список жителів села Великий Самбір взятий з «Мазепиної книги»:
| № | Суспільний стан                                                  | Імена та прізвища | Кількість худоби            | Кількість дворів або чоловік |
| 1 | Пахотні (селяни котрі мали худобу для обробки землі)             | Грицько (Григорій) Мригло, Іван Коваль, Михайло Дубовенко, Прокіп Баско, Дациха Звощикова, Ігнат Палига, Грицько (Григорій) Ситник, Пилип Тарасенко, Корній Стецюченко, Грицько (Григорій) Цибин, Ігнатиха удова, Василь Паламаренко, Гаврило Уласенко, Іван Яровий, Прокіп Коваленко, Яцько (Яків) Зубко, Василь Бельченко, Іван Мотузка, Василь Мотузка, Хведір Глушко, Василь Злидній, Максим Зибин, Процько (Прокіп) Роєнко, Іван Натилич, Пилип Нечипоренко, Михайло Кривенко, Опанас Петренко, Дмитро Приймак, Іван Рудиця | 48 волів, 11 коней і 1 лоша | 30 дворів                    |
| 2 | Піші (селяни котрі не мали худоби, працювали на землі власноруч) | Кирик Митенко, Іван Павлюченко, Ігнатиха вдова, Іляш (Ілля) Хоменко, Хведір Півень, Олена Ткачиха, Пушчиха вдова, Іван Скорик, Павло Панібратець, Процько (Прокіп) Рудиця, Мартиниха Лазорка, Андрушко (Андрій) Калибача, Остап Шийка, Харко Ножко, Кузьма Живолуп, Іван Харченко, Процько (Прокіп) Ворошка, Стицько Боголюбенко, Мартин Полонський, Матвій Мойсеєнко, Гарасим Довгорук, Андрій Завгородній |                             | 22 двори                     |
| 3 | Ремісники до двору належні                                       | Хведір Либока, Андрушко (Андрій) Борисенко, Микита Швець, Іван Сенча, Семен Мірошник, Семен Левусь, Луць (Лука) Коровник |                             | 7 дворів                     |
| 4 | Козаки до двору належні                                          | Великосамбірський отаман Іван Бельмас, Демко (Дем'ян) Шкумат, Іван Шийко, Василь Кондратенко, Данило Сидоренко, Гарасим Маджара, Кузьма Стрикун, Василь Маджара, Яцько (Яків) Олійник, Семен Деркач, Зінець Доцовський, Яцько (Яків) Штепенко, Омелько (Омелян) Рибаченко, Хома Шевченко, Іван Шабалин, Іван Ювченко, Онисько (Онисим) Вовк, Яцько (Яків) Ярмаченко, Карпо Яловенко, Гаврило Середець, Радько (Родіон) Усенко, Кирик Ярмаченко, Петро Кулішів син, Данило Дейнека, Ілля Шило, Іван Хворощенко, Іван Попович, Яким Маджаренко, Остап Світайло, Тиміш Хруль, Стефан Хрулів зять, Матвій Шевченко, Олекса (Олексій) Гирман, Силуян Мащенко, Яцько (Яків) Клименко, Петро Харченко, Харко Микитенко, Силуян Панченко |                             | 38 чоловік                   |
| 5 | При тому ж дворі козаки неслуживі                                | Лесько (Лесь) Малюх, Василь Ващенко, Антон Ситняк, Савка (Савелій) Горкуша, Василь Опеченко, Іван Білан, Дем'ян Братусенко, Тишко (Тихон) Лисенко, Марко Олихверенко, Юсько (Йосип) Гриценко, Матвій Бельмас, Хвесько Доленко, Кость Малюх, Карпо Доленко, Тиміш Бельмас |                             | 15 чоловік                   |
| 6 | Підсусідки козацкі                                               | Юрко (Юрій) Резник, Михайло Мороз |                             | 2 чоловіки                   |

У 1726 році Батуринську волость отримав московський князь Олександр Меншиков. Після його заслання (1727 р.) Батуринську волость було забрано до казни. Перетворення козаків Великого Самбора на селян відбувалося поступово під тиском і необмеженій владі старост села, які за всілякі підношення користувалися підтримкою членів міністерського правління Малоросійських справ. Батуринська волость була доведена до такого занепаду, що з Петербурга змушені були направити нового керуючого Вейсбаха, який і виявив зловживання старост села. Вейсбах відкрив у селі кінний завод.
Після передачі Батуринської волості Гетьману Кирилу Розумовському (1760 р.) козаки Самбора ще довгий час вели боротьбу за козацькі права. Відробляти кріпосну повинність посилали селян до Батурина за 50 кілометрів. За часів гетьманування Розумовського в селі було зведено дерев'яну церкву святого Миколая, близько 1760 року. На той час парохом церкви був отець Іван Андрієвич, що мав обійстя на три хати, орної землі на «десять днів» оранки, «один день лісу», два коня та чотири воли.
За переписом 1740 року, у селі було 57 селянських і 59 козацьких дворів. Після анексії Гетьманщини 1782 року село стало центром окремої Велико-Самбірської волості.
У 1810 році церква збудована за часів гетьмана Розумовського згоріла, було зведено нову, теж дерев'яну. А вже у 1886 році збудували чергову нову церкву, а попередня була розібрана. Проєкт було затверджено віце-губернатором Чернігівської губернії А. Василевським у вересні 1885 року.
На початку XX століття на території села було дві школи: земська та церковно-парафіяльна трирічна. На три класи працювала одна вчителька.
Великий Самбір був одним із економічних центрів Конотопського повіту. Винокурний завод тут мали представники родини Розумовських (відданий на відкуп конотопському купцеві). Крім того, тут проводили значні щорічні ярмарки:
- Вербний ярмарок — на Вербній неділі Великого посту, дводенний;
- Троїцький ярмарок — на День Святої Трійці, дводенний;
- Євстафіївський ярмарок — 20—21 вересня;
- Миколаївський ярмарок — 9 грудня, одноденний.

### Заснування колонії наСірому Клину(Алтай)
Під час столипінської реформи значна група козаків Великого Самбора взяла участь у колонізації Алтаю та заснуванні української колонійної країни Сірий Клин. Зокрема, 1910 року ними засновано на Сірому Клину однойменне село Великий Самбір (зараз — територія Табунського району Алтайського краю Російської Федерації). Нащадки великосамбірців живуть у цьому селі донині, щоправда істотно змішавшись із німцями Надволжя — частина з них була депортована сталінським режимом саме до Великого Самбора на Сірому Клину.

### Доба УНР
Із 1917 року село увійшло до складу Української Народної Республіки. 1918 року тут встановлено владу Української Держави гетьмана Павла Скоропадського. З остаточною окупацією села 1921 року російськими військами більшовики закрили трирічну церковно-парафіяльну школу та невдозві зруйнували церкву святого Миколая (1886 року побудови).

### Роки комуністичного терору
Великий Самбір постраждав від Голодомору 1932—1933 років. 1932 голодом та викликаними ним хворобами комуністи убили 607 осіб, а 1933 року — ще 667. Село чинило організований збройний опір убивствам голодом, за що комуністи піддали його тортурам шляхом занесення на чорну дошку. Загальні кумулятивні втрати села від масового терору голодом складають понад дві тисячі осіб.
У місцевій пресі збереглися дані про героїв опору комуністичному голодомору:
| «Із залу суду. ВОРОГІВ НАРОДУ — ПОКАРАНО Куркулі с. В.- Самбору Клюшний Степан Самсонович та Півень Марко Степанович, маючи тверді завдання з хлібозаготівлі, злісно не виконали їх, тим часом свій хліб розбазарювали та продавали приватникові. Пролетарський суд засудив куркуля Клюшного Степана до позбавлення волі на 5 років у далеких місцевостях СРСР та позбавив виборчих прав на три роки після відбуття міри соцзахисту, а Півня Марка Степановича вирішено позбавити волі на 7 років в далеких таборах СРСР та на 5 років позбавити виборчих прав. |
Термін розбазарювання комуністи вживали до громадян, які рятували від голодної смерті людей ціною власних харчових продуктів, тобто чинили геройські вчинки. Проте нагорода від окупанта — тюрма і депортація у концтабір.

### Друга світова війна
У період Другої світової війни 579 жителів села примусово мобілізовали до радянського війська, 49 мешканців було вбито німецькою адміністрацію, що у 25 разів менше, ніж убила комуністична влада під час Голодомору 1932—1933 років. 24 завербувалося на роботу до Німеччини.

### Російське вторгнення в Україну (2022)
З 26 лютого 2022 року через село почали рухатися російські війська в напрямку Чернігівщини.
Вибухом російської самохідної реактивної установки УР-77 було знищено 6 будівель.
За час російської окупації було вбито двох цивільних.

## Соціальна сфера
У селі діють такі заклади соціальної сфери:
- Будинок культури;
- Бібліотека;
- Загальноосвітня школа І—ІІІ ст;
- Лікарська амбулаторія.

## Відомі люди
В Великому Самборі народилися:
- Бельмас Олександр Васильович — співробітник особистої охорони В. І. Леніна, помічник Управляючого справами Президії Верховної Ради з кадрів.
- Дорошенко Руслан Алійович (1988—2023) — сержант Збройних сил України, учасник російсько-української війни.
- Іванцова Ольга Іванівна — член Краснодонської підпільної організації «Молода гвардія», вихователь Краснодонської школи фабрично-заводського навчання № 26 Луганської області. Депутат Верховної Ради УРСР 2-го скликання.
- Ключина Павло Юхимович — поет-байкар, прозаїк, член Спілки письменників України.
- Кондратенко Олександр Андрійович — український кінокритик.
- Радько Василь Іванович — український політик. Директор Департаменту взаємодії з органами державної влади Секретаріату Уповноваженого Верховної Ради України з прав людини. Народний депутат України 2-го скликання.
- Рудиця Іван Григорович — український музикант, культурний діяч, керівник народного хору «Веселі музики».
- Стрілець Вадим Сергійович (1983—2024) — солдат Збройних сил України, учасник російсько-української війни.